# قزل‌آلای دریایی
به نوعی از قزل‌آلای خال‌سرخ که دریارو است قزل‌آلای دریایی (نام علمی: Salmo trutta trutta) گفته می‌شود.
قزل‌آلای دریایی در آب‌های گسترده‌ای از اروپا در امتداد کرانه‌های اقیانس اطلس و دریای بالتیک و همچنین در دریاهای بریتانیا و ایسلند زندگی می‌کنند. قزل‌آلای دریایی در مدیترانه یافت نمی‌شود اما در دریای سیاه و دریای خزر و به سوی شمال تا دوردست‌هایی نظیر دریای بارنتز، دریای کارا و اقیانوس منجمد شمالی دیده می‌شود.